# Anaxita lysandra
Anaxita lysandra là một loài bướm đêm thuộc phân họ Arctiinae, họ Erebidae.